# Fire Dance
Fire Dance van Alan Hovhaness is een compositie voor piano. Het is een van de vroegste werken van de componist, die nog bewaard zijn gebleven. Hovhaness vernietigde een groot deel van zijn manuscripten, omdat hij een andere weg wilde inslaan. Deze Fire Dance is dan ook qua muziek sterk afwijkend van zijn overige oeuvre; het is meer geworteld in de Westerse klassieke muziek, dan in de Oosterse muziek. Zijn Armeense periode moest nog aanbreken. Het is een werkje voor melodie en techniek en dan licht en frivool gespeeld.

## Discografie
- Uitgave Koch International: Marvin Rosen, piano